# Île Zoub
L'île Zoub (en russe : остров Зуб) est un îlot de la terre François-Joseph, en Russie.

## Géographie
Située au centre de l'archipel, à 50 m de l'île Bliss et à 400 m de l'île Pritchett, elle est de forme allongée et libre de glace.

## Histoire
Elle a été nommée ainsi (« île de la dent ») en raison de sa forme caractéristique.